# Temporada 1950-51 de los Indianapolis Olympians
La Temporada 1950-51 fue la segunda de los Indianapolis Olympians en la NBA. La temporada regular acabó con 31 victorias y 37 derrotas, ocupando el cuarto puesto de la División Oeste, clasificándose para los playoffs, en los que perdieron en las semifinales de división ante los Minneapolis Lakers.

## Elecciones en elDraft
| Ronda | Puesto | Jugador         | Posición  | Nacionalidad   | Universidad      |
| ----- | ------ | --------------- | --------- | -------------- | ---------------- |
| 1     | 8      | Bob Lavoy       | Ala-Pívot | Estados Unidos | Western Kentucky |
| 2     | 20     | Paul Unruh      | Alero     | Estados Unidos | Bradley          |
| 3     | 32     | Chuck Mrazovich | Alero     | Estados Unidos | Eastern Kentucky |
| 6     | 68     | Ralph O'Brien   | Base      | Estados Unidos | Butler           |
| 7     | 80     | Leon Blevins    | Base      | Estados Unidos | Arizona          |

## Temporada regular
| División Oeste           | División Oeste | División Oeste | División Oeste | División Oeste | División Oeste | División Oeste | División Oeste | División Oeste |
| Equipo                   | G              | P              | %              | PD             | Casa           | Fuera          | Neutral        | Div            |
| ------------------------ | -------------- | -------------- | -------------- | -------------- | -------------- | -------------- | -------------- | -------------- |
| x-Minneapolis Lakers     | 44             | 24             | .647           | -              | 29-3           | 12-21          | 3-0            | 24-12          |
| x-Rochester Royals       | 41             | 27             | .603           | 3              | 29-5           | 12-22          | -              | 18-15          |
| x-Fort Wayne Pistons     | 32             | 36             | .471           | 12             | 27-7           | 5-27           | 0-2            | 18-6           |
| x-Indianapolis Olympians | 31             | 37             | .456           | 13             | 19-12          | 10–24          | 2-1            | 15-20          |
| Tri-Cities Blackhawks    | 25             | 43             | .368           | 19             | 22-13          | 2–28           | 1-2            | 12-24          |

## Playoffs

### Semifinales de División
Minneapolis Lakers - Indianapolis Olympians
| Fecha       | Partido                                           | Ciudad       |
| ----------- | ------------------------------------------------- | ------------ |
| 21 de marzo | Minneapolis Lakers 95, Indianapolis Olympians 81  | Minneapolis  |
| 23 de marzo | Indianapolis Olympians 108, Minneapolis Lakers 88 | Indianapolis |
| 25 de marzo | Minneapolis Lakers 85, Indianapolis Olympians 80  | Minneapolis  |
|             | Minneapolis gana las series 2-1                   |              |

## Estadísticas
| Rk | Jugador         | Edad | P  | PT | MP | TC  | TCI  | %TC  | 3P | 3PI | %3P | TL  | TLI | %TL   | RO | RD | RT   | AS  | RB | TAP | BP | FP  | PTS  |
| 1  | Alex Groza      | 24   | 66 |    |    | 7.5 | 15.8 | .470 |    |     |     | 6.7 | 8.6 | .786  |    |    | 10.7 | 2.4 |    |     |    | 3.6 | 21.7 |
| 2  | Ralph Beard     | 23   | 66 |    |    | 6.2 | 16.8 | .368 |    |     |     | 4.4 | 5.7 | .775  |    |    | 3.8  | 4.8 |    |     |    | 1.5 | 16.8 |
| 3  | Wah Wah Jones   | 24   | 22 |    |    | 4.2 | 10.8 | .392 |    |     |     | 2.8 | 3.5 | .792  |    |    | 5.7  | 3.9 |    |     |    | 3.4 | 11.2 |
| 4  | Paul Walther    | 23   | 63 |    |    | 3.4 | 10.1 | .336 |    |     |     | 2.3 | 3.3 | .694  |    |    | 3.6  | 3.6 |    |     |    | 3.2 | 9.1  |
| 5  | Bob Lavoy       | 24   | 63 |    |    | 3.5 | 9.8  | .357 |    |     |     | 1.3 | 2.1 | .632  |    |    | 4.9  | 1.2 |    |     |    | 3.0 | 8.3  |
| 6  | Leo Barnhorst   | 26   | 68 |    |    | 3.4 | 9.9  | .346 |    |     |     | 1.2 | 1.8 | .689  |    |    | 4.4  | 3.2 |    |     |    | 2.9 | 8.0  |
| 7  | Joe Holland     | 25   | 67 |    |    | 2.9 | 8.9  | .330 |    |     |     | 1.2 | 2.0 | .569  |    |    | 5.1  | 2.2 |    |     |    | 3.4 | 7.0  |
| 8  | Mal McMullen    | 23   | 51 |    |    | 1.5 | 5.4  | .282 |    |     |     | 0.9 | 1.6 | .585  |    |    | 2.5  | 0.6 |    |     |    | 2.1 | 4.0  |
| 9  | Bruce Hale      | 32   | 26 |    |    | 1.5 | 5.2  | .296 |    |     |     | 0.5 | 0.9 | .609  |    |    | 1.9  | 1.6 |    |     |    | 1.2 | 3.6  |
| 10 | Chuck Mrazovich | 26   | 25 |    |    | 1.1 | 3.2  | .350 |    |     |     | 1.2 | 1.9 | .604  |    |    | 1.6  | 0.5 |    |     |    | 2.1 | 3.4  |
| 11 | Cliff Barker    | 30   | 56 |    |    | 0.9 | 3.6  | .252 |    |     |     | 0.9 | 1.4 | .649  |    |    | 1.8  | 2.1 |    |     |    | 1.8 | 2.7  |
| 12 | John Mahnken    | 28   | 12 |    |    | 0.8 | 4.4  | .170 |    |     |     | 0.8 | 1.3 | .625  |    |    | 2.9  | 0.8 |    |     |    | 1.0 | 2.3  |
| 13 | Carl Shaeffer   | 26   | 10 |    |    | 0.6 | 2.2  | .273 |    |     |     | 0.3 | 0.3 | 1.000 |    |    | 1.0  | 0.6 |    |     |    | 1.5 | 1.5  |
| 14 | Leon Blevins    | 24   | 2  |    |    | 0.5 | 2.0  | .250 |    |     |     | 0.0 | 0.5 | .000  |    |    | 1.0  | 0.5 |    |     |    | 1.5 | 1.0  |
| 15 | Don Lofgran     | 22   | 14 |    |    | 1.9 | 6.8  | .284 |    |     |     | 1.5 | 2.4 | .618  |    |    |      | 0.5 |    |     |    | 2.1 | 5.4  |

## Galardones y récords
| Jugador                | Galardón                 |
| Alex Groza Ralph Beard | Mejor quinteto de la NBA |